# ザ・キャッスル
『ザ・キャッスル』(The Castle) は、アスキーから発売されたパーソナルコンピュータ用のアクションパズルゲーム。第2回アスキーソフトウェアコンテストのグランプリ受賞作品。
主な対応機種は最初に発売されたFM-7やX1、後に移植されたPC-8801やMSXなど。主人公はラファエル王子となり、魔王メフィストにとらわれたマルガリータ姫を救出する。全100ステージ。キャッチコピーは「恋する王子の100の冒険」。
続編として、同一のシステムながらマップを総入れ替えし全体の難易度を向上させた『キャッスルエクセレント』（Castle Excellent、英語版のタイトルは Castlequest）が半年後の1985年11月に発売されており、同作はファミリーコンピュータにも1986年11月28日に移植されている。また、両作のPC-8801版がプロジェクトEGGにて配信されている。その他、韓国の携帯ゲーム機GP32では『ラファエル』というノーライセンスタイトルとして移植されている。

## 概要
横視点で重力のあるアクションパズルゲーム。ゲームの最終目的は、城のどこかに幽閉されているマルガリータ姫を救出することである。城は全部で100の部屋からなっており（地上8階・地下2階、1階層ごとに10部屋）、各部屋にはさまざまなギミック（仕掛け）が設置されている。ある時は敵を倒し、ある時は仕掛けをくぐり抜け、またある時は難解なパズルを解きながら、姫の部屋を目指す。
1部屋は1画面分で、扉を開けて左右の部屋へ、穴を潜って下の部屋へ、エレベータに乗って上の部屋へ移動する。扉は色分けされた6種類が存在し、対応する色の鍵を持っていないと開けることができない。扉を開ける順番を間違えるとクリア不能になってしまう。ステージクリア式ではなく、100の部屋を自由に行き来することができる。むしろ城全体が巨大な迷宮になっており、ある部屋へ最初に入った時は通過できなかった仕掛けが、別の扉から入ることで通過可能になるようなこともある。なお、機種によっては一部のマップが他機種と異なっている。
丸みを帯びた二頭身のキャラクターや明るいBGM、ゆったりした動きから全体的にはかわいらしい印象を受けるが、ギミックの特性を最大限に生かしたアクションを伴う難解なパズルになっており、ゲームの攻略の難易度は印象に反して非常に高い。
続編の『キャッスルエクセレント』は、ゲームシステムはまったく同一であるものの、城のマップがより複雑になり、アクション、パズルとも高難易度になっている。ファミリーコンピュータ版のキャッスルエクセレントは、王子が武器で攻撃できるなど、ゲームシステムにも若干の変更が加えられている。
パッケージイラストは少女漫画家のめるへんめーかーが作画した。

## ストーリー
マルガリータ姫は類まれなる美貌と美しい歌声で知られ、人々に愛されていた。しかし彼女の噂を聞きつけた魔王メフィストは、マルガリータ姫を誘拐し、自分だけの歌人形にすべくグロッケン城の100ある部屋の1つに監禁してしまった。それを聞いた隣国の王子ラファエルは、姫を助けるべくグロッケン城へ単身で乗り込んだ。

## ゲーム内容

### システム
カーソルキーまたはテンキーで王子を左右に動かす。スペースキー（FM-7版はBREAKキー、X1版はテンキーの7・8・9）でジャンプする。滞空時間はジャンプのキーを押す長さによって調整できる。高さは最大2キャラクター分、幅は最大6キャラクター分である。また、空中にいる間も左右の移動方向を自由に変えられる。他にF1キーで自殺、F2キーで強制ゲームオーバー、F4キーで外部メディアにセーブ、F5キーでポーズすることができる（ロードはタイトル画面でF3キー）。
煉瓦、壺、金庫、樽、ロウソク、ゴンドラのコントローラーは、一つだけなら押して移動させることができる。これらの道具は足場にしたり、敵を押しつぶしたりするのに使う。ロウソクは火がついているため足場にできないが（火に触れると死ぬ）、敵をロウソクの上に落として倒すことができる。道具を積み重ねることも、ロウソクを含めて可能。道具はエレベーターと天井の間に挟んで潰すことができる。エレベーター上の天井に穴が開いている場合、道具を上の部屋へ移動させることはできず、天井に挟まれた場合と同様に潰れる。
王子が部屋を出るか敵・仕掛けに触れて死ぬと、部屋の中で動かした道具や敵キャラクターはすべて初期位置へ戻る。一方で取ったアイテム、開いた扉、潰した道具、倒した敵は、なくなった状態が保存され二度と元に戻らなくなる。ただし自殺すると、その部屋で取ったアイテム、開いた扉、潰した道具、倒した敵も含めてすべてその部屋へ入った時点（または直前に敵・仕掛けに触れて死んだ時点）の状態に戻る。
現在の状態を外部メディアを用いて記録・再開することが可能だが、記録のたびに王子は命を一つ失うため、危険な敵の配置や仕掛けを前に、命を犠牲に記録して進めるか、危険を承知で記録せずに進めるかの選択が問われることになる。

### アイテム
十字架、指輪、金塊
得点が加算される。それぞれ200点、400点、800点。10,000点ごとに王子の命が一つ増える。
命の水
王子の命が一つ増える。
地図
王子の現在位置と、王子が通ったことのある部屋がわかるようになる。地図を持った状態で妖精を救い出すと、姫の居場所を教えてもらえることがある。
鍵
黄色、水色、緑、紫、青、赤の6色があり、得点は10点、20点、50点、100点、400点、200点。それぞれ対応する色の扉を開けることができる。扉を開けるとその色の鍵を一つ失う。城のマップを考えながら使用しないと、鍵が足りなくなり、ゲームを進行できなくなることもある。
酸素ボンベ
一定時間水中を歩くことができるようになる。浮力はないため泳ぐことはできない。
チェリー
全ての部屋の全ての扉が開く。攻略に対して影響力がありすぎるので、姫を助けた後に取れる位置にある（X1版キャッスル）、取ったらクリアできなくなる（PC-8801他のキャッスル）、四方が壁に囲まれて取れない（MSX版エクセレント）、あるいは最初から置いていない（MSX以外のエクセレント）という扱いである。例外的にMSX版のキャッスルはゲーム中盤で取ることが可能な場所に置いてあり、攻略が大きく変わってしまう。

### 仕掛け
壺、樽、金庫、レンガ、ロウソク
城の至る所にある。1つだけなら押して左右に動かすことができる。また、敵に押しつけたり頭上に落としたりすることで敵を殺すこともできる。ロウソクは炎が燃えており、上に乗ると王子も敵キャラクターも死ぬ。ただし、炎の上に別の道具を乗せることはできる。
ゴンドラ、コントローラー
手動で上下に動くゴンドラ。プーリーの間にベルトが渡してあり、そのベルトの下でコントローラーを左右に動かして操作する。ベルトの下にないコントローラーは、壺などと同じ使い方ができる。
ベルトコンベア
自動的に流れる床。王子の歩行と同じ速さで動いているため、逆走すると王子はその場に立ち止まることになる。本当に逆走するには、ジャンプする必要がある。
針
床、天井、壁を問わずあちこちに設置されている障害物。触れると死ぬ。
バリア
赤と青の波線でできており、周期的に動作と停止を繰り返す。動作しているときには通り抜けできず、上を床と同様に歩ける。停止しているときには自由に通り抜けられるが、壺などの道具は通り抜けない。通り抜けている最中に動作が始まると死ぬ。動作している時は敵も通り抜けできないが、停止している時に敵が通ろうとすると、その敵は消滅する。
空飛ぶブロック
空中を左右に飛んでいるブロック。壁や道具などにぶつかると進行方向が反転する。ブロックの上にいるときは、ブロックの進行に合わせて歩かなければ落ちる。また、ブロックに横から触れると死ぬ。
不死身光線
虹色の光の照射・停止を周期的に繰り返す装置。光線を浴びると、一定時間敵やギミックに触れても死ななくなる。床に開いた穴に生えている針を通り抜けて下の部屋へ移動することもできるようになるが、壁の中に落ちてしまいハマり状態になることもある。
エレベーター（大型、小型）
一定速度で上下運動を繰り返している。大型エレベーターは横幅が2キャラクター分、小型は1キャラクター分である。小型エレベーターは床の下にバネがついているため、通り抜けることができない。大型エレベーターの下にはバネはなく、自由に通り抜けることができる（道具を入れることはできない）が、床と大型エレベーターの間に挟まれると死ぬ。
天井が抜けている箇所にあるエレベータは、上の部屋へ移動する唯一の手段である。壺などの道具や敵は、上の部屋へ行くことはできず、天井に挟まれた場合と同様に潰れる。大型エレベーターの下の床が抜けている場合は、下の部屋に移動することも可能である。

## キャラクター
ラファエル王子
主人公。マルガリータ姫を救出するために魔王メフィストの城へ向かった。12歳になったばかり。赤い服を身にまとっている。
妖精
城の中には二人の妖精が捕らえられている。もともとグロッケン城に近いブナの森に住んでいたが、妖精の魔力の秘密を探ろうとするメフィストに捕われ、それ以降ブナの森はすっかり荒れ果ててしまった。
妖精を救出すると赤い鍵をくれる。また、一部機種では姫がいる部屋を教えてくれる（事前に地図を入手していることが条件）。なお、全裸という設定のためかパソコン版では救出した際に画面が切り替わって乳首描写のある一枚絵の画像が表示されるが、MSX版では画像が表示されずに妖精との会話デモが表示される。ファミコン版キャッスルエクセレントに至っては効果音が鳴るだけで画面も切り替わらずにそのままゲームが進行する。
マルガリータ姫
フローリン国の姫。彼女の救出がゲームの目的。
敵キャラクター
6種類の敵キャラクターがあり、それぞれ違う動きをする。なお、ストーリーで語られている魔王メフィストは登場しない。
騎士
鎧を着ている。同じ階を左右に動いているが、王子が押す道具が近づくと逃げることがある。ファミコン版キャッスルエクセレントでは、王子が同じ階にいると矢を放ってくる。
司教
聖書を小脇に抱えている。同じ階を左右に動いているが、王子が押す道具が近づくと逃げることがある（騎士よりも逃げる確率が高い）。
魔法使い
同じ階を左右に動いているが、エレベーターに乗って上下移動することもある。ファミコン版キャッスルエクセレントでは、騎士、司教、戦士のいずれかを次々に召喚してくる。
戦士
ネコのように見えるがヴァイキングの戦士。王子が近づくと追いかける動きをし、段差のある床を降りてきたり、半キャラクター分の垂直ジャンプをしたりする。
食獣植物
一定時間ごとに芽、蕾、花、蕾、芽という状態変化を繰り返す。移動しない。ジャンプができない狭い通路に生えていることがあるが、その場合でも芽の状態であれば、ジャンプの操作をすることで上を通ることができる。
炎
魔王メフィストが地獄のケルベロス火山から呼び出した火の玉。重力を無視して空中を飛び回り、王子が近づくと追いかける動きをする強敵である。

## 他機種版および移植版
| No. | タイトル       | 発売日        | 対応機種        | 開発元   | 発売元                              | メディア           | 型式    | 売上本数 | 備考            |
| --- | -------------- | ------------- | --------------- | -------- | ----------------------------------- | ------------------ | ------- | -------- | --------------- |
| 1   | ザ・キャッスル | 1985年7月     | PC-8801 PC-9801 | アスキー | アスキー                            | フロッピーディスク | -       | -        |                 |
| 2   | ザ・キャッスル | 1986年4月     | MSX             | アスキー | アスキー                            | ロムカセット       | 2014409 | -        |                 |
| 3   | ザ・キャッスル | 1986年9月     | SG-1000         | セガ     | セガ                                | ロムカセット       | G-1046  | -        |                 |
| 4   | ザ・キャッスル | 1987年        | PC-6001mkII     | アスキー | アスキー                            | カセットテープ     | -       | -        |                 |
| 5   | ザ・キャッスル | 2003年9月13日 | Windows         | アスキー | ボーステック（プロジェクトEGG）     | ダウンロード       | -       | -        | PC-8801版の移植 |
| 6   | ザ・キャッスル | 2016年2月9日  | Windows         | アスキー | エンターブレイン（プロジェクトEGG） | ダウンロード       | -       | -        | PC-8801版の移植 |

SG-1000版
セガから1986年9月に発売された。

## スタッフ
オリジナル版
- ゲーム・デザイン：吉田功
- キャラクター・デザイン：めるへんめーかー

## 評価
Akiba PC Hotlineの佐々木潤はX1版について、各部屋ではなく城全体が仕掛けであることや鍵の数に限りがあることに加え、進行状況のセーブに主人公の命が一つ消費される点から、本作はパズルゲームの中でもかなり難易度の高い作品だとしている。